# 敬忠良
敬忠良（1960年3月—），四川南部人，上海交通大学航空航天学院教授，研究方向为多源信息获取、处理与融合、最优估计与随机控制、航空航天信息处理与控制。九三学社中央委员。1995年获国务院政府特殊津贴、曾获国家科技进步三等奖1项、曾主持国家863计划项目、中华人民共和国教育部第二批“长江学者”特聘教授等。敬忠良主持多个重点学术项目、担任多个期刊编委、出版多本学术著作、发表数百篇论文、获得多个奖项和发明专利。

## 生平
1979年-1988年，先后获得西北工业大学学士、硕士学位，1994年获同校博士学位；
1988年-2000年，在西北工业大学任教，后晋升教授；
1983年至2018年，曾在航空航天部第607研究所、加州大学伯克利分校、南伊利诺大学、上海交通大学、空天科学技术教育部工程研究中心等部门任职或担任访问学者。